# Добринка (Оренбургская область)
Добринка — село в Александровском районе Оренбургской области. Административный центр Добринского сельсовета.

## География
Село расположено на правом берегу реки Биткул в 16 км к востоку от села Александровка и в 100 км к северу от Оренбурга (141 км по автодорогам).

## История
Село основано в 1840-е годы переселенцами из деревни Добринка Усманского уезда Тамбовской губернии.
В 1859 году насчитывалось 127 дворов, проживало 501 мужчин и 465 женщин.
В 1859 году отрыт православный Приход Храма Святых Бессребреников и Чудотворцев Космы и Дамиана. 1859—1862 г. — строительство деревянной одноштатной Козьмодемьянской церкви.
1911 — центр волости.

## Население
| 2010 |
| ---- |
| 530  |

## Известные уроженцы
В селе родился государственный деятель России Владимир Васильевич Елагин.